# غرباء على قطار (فلم)
غرباء على قطار (بالإنجليزية: Strangers on a Train) فيلم إثارة نفسي أمريكي عام 1951 من إنتاج وإخراج ألفريد هيتشكوك، واستند إلى رواية 1950 غرباء في قطار للكاتبة باتريشيا هايسميث. تم تصويره في خريف عام 1950 وأصدرته شركة وارنر براذرز في 30 يونيو 1951.
الفيلم من بطولة فارلي جرانجر وروث رومان وروبرت ووكر، ويضم ليو جي كارول وبات هيتشكوك (ابنة المخرج) ولورا إليوت (التي عُرفت لاحقًا باسم كاسي روجرز). الفيلم مصنف رقم 32 في قائمة مائة سنة.. مائة إثارة، التي وضعها «معهد الفيلم الأمريكي».
تدور أحداث القصة حول شخصين غريبين يلتقيان في قطار، لاعب تنس شاب ورجل مضطرب نفسيا (سيكوباتي)، الذي يقترح وجوب «تبادل» جرائم القتل، لأن كل واحد منهما يريد «التخلص» من شخص ما، ولكي لا يُقبض عليهما، يرتكب كلا منهما جريمة الآخر.

## طاقم التمثيل
فارلي جرانجر: في دور جاي هينز (لاعب التنس)
روث رومان: في دور آن مورتون (صديقة لاعب التنس)
روبرت ووكر: في دور برونو أنتوني (السيكوباتي)
ليو جي كارول: في دور السناتور مورتون
باتريشيا هيتشكوك: في دور باربرا مورتون
كيسي روجرز: في دور ميريام جويس هينز (زوجة لاعب التنس)
ماريون لورن: في دور السيدة أنتوني
جوناثان هيل: في دور السيد أنتوني
هوارد سانت جون: في دور نقيب الشرطة تورلي
جون براون: في دور الأستاذ كولينز
نورما فاردين: في دور السيدة كننجهام
روبرت جيست: في دور المحقق هينيسي
جون دوسيت: في دور المحقق هاموند
جورج رينافينت: في دور السيد دارفيل
أوديت ميرتيل: في دور مدام دارفيل
موراي ألبير: في دور بوتمان (الذي يعترف على برونو)
باري نورتون: في دور مشاهد مباراة التنس

## أحداث الفيلم
يلتقي نجم التنس الهاوي جاي هاينز في القطار بالشاب برونو أنتوني المضطرب نفسيا، ومن الحوار يتبين أن جاي يريد أن يطلق ميريام زوجته المبتذلة الفاسقة حتى يتمكن من الزواج من آن مورتون، ابنة السناتور الأمريكي. يذكر برونو في محادثة فكرته عن مخطط قتل: يلتقي شخصان غريبان تمامًا و«يتبادلان جرائم القتل»، ويقترح برونو أن يقتل ميريام ويقتل جاي والد برونو المكروه. سيقتل كل شخص شخصًا غريبًا تمامًا بدون دافع واضح، لذلك لن يتم الشك في أي منهما. يضحك برونو متظاهرا بأنه يجد فكرته مسلية، ولكن جاي كان حريص جدًا على الإبتعاد عن برونو لدرجة أنه يترك وراءه ولاعة السجائر المحفور عليها اسمه، والتي يحتفظ بها برونو.
يلتقي جاي بمريام، الحامل من شخص آخر، في مكان عملها في ميتكالف، مسقط رأسهما، حيث تخبره ميريام بأنها لم تعد ترغب في الطلاق، وتهدده بالادعاء بأنها حامل بطفله لإحباط الطلاق، ويتجادلان بصوت عالٍ. يحصل برونو على عنوان ميريام ويتبعها إلى مدينة ملاهي ويخنقها حتى الموت بينما كان جاي مسافرًا بالقطار عائداً إلى واشنطن. عندما يصل جاي إلى المنزل، يجد برونو في انتظاره ليخبره أن ميريام ماتت ويصر على إحترام إتفاقهما بقتل والد برونو.
يذهب جاي إلى منزل عائلة مورتون، حيث يخبر والد صديقته أن زوجته قُتلت. تقول باربرا شقيقة صديقته الصغرى أن الشرطة ستعتقد إن جاي هو القاتل لأن لديه دافعًا. تستجوب الشرطة جاي، لكنها لا تتمكن من تأكيد حجة غيابه: كان الأستاذ الذي التقى به جاي في القطار مخمورًا لدرجة أنه لا يتذكر لقاءهما، وبدلاً من إلقاء القبض على جاي، تقوم الشرطة بمراقبته على مدار الساعة.  يحاول برونو الضغط على جاي، ويتبعه في جميع أنحاء واشنطن، ويقدم نفسه إلى صديقته آن، ويظهر أيضا في حفل منزل السناتور مورتون، ولتسلية ضيفة من الجضور، يوضح برونو كيفية خنق شخص ما عن طريق وضع يديه بشكل هزلي حول رقبتها. تقع نظراته على باربرا، التي تشبه نظارتها ومظهرها الجسدي نظارة ميريام، يثير هذا ذكريات الماضي ويغمى على برونو. تقول باربرا إن برونو كان ينظر إليها بينما يخنق المرأة الأخرى وتدرك تشابهها مع ميريام، ويثير هذا شكوك آن بحقيقة مخطط برونو المجنون وتخبر جاي بذلك.
يرسل برونو إلى جاي مسدسًا ومفتاحًا للمنزل وخريطة توضح موقع غرفة نوم والده. يتسلل جاي إلى غرفة والد برونو ليحذره من نوايا ابنه القاتلة، ولكنه يجد برونو ينتظره. يحاول جاي إقناع برونو بطلب مساعدة نفسية ويهدد برونو جاي يدفع ثمن الجريمة التي إستفاد منها.   تزور آن منزل برونو وتحاول دون جدوى أن تشرح لأمه المرتبكة أن ابنها قاتل. يذكر برونو ولاعة سجائر جاي المفقودة لصديقته آن، ويدعي أن جاي طلب منه البحث عنها في موقع القتل، ويتأكد جاي أن برونو يعتزم إدانته بوضع ولاعته في مسرح الجريمة. بعد الفوز بمباراة في فورست هيلز، يهرب جاي من الشرطة ويتوجه إلى مدينة الملاهي لإحباط مخطط برونو. يتأخر برونو في الذهاب إلى ميتكالف عندما تسقط بطريق الخطأ ولاعة جاي في مصرف الأمطار ولكنه يستعيدها، ويصل إلى مدينة الملاهي، حيث يتعرف عليه عامل الكرنفال منذ ليلة القتل؛ ويقوم بإبلاغ الشرطة التي تعتقد خطأً أنه يقصد جاي. بعد وصول جاي، يتقاتل هو وبرونو في مدينة الملاهي، ويطلق ضابط شرطة النار، لكنه يصيب عامل لعبة الكاروسيل، مما يجعلها تخرج عن نطاق السيطرة، مما يتسبب في دوران الكاروسيل بعنف، ويسقط برونو تحتها ويصاب بجروح قاتلة. يتعرف العامل على برونو ويخبر قائد الشرطة أنه لم ير جاي من قبل وعندما يموت برونو، تفتح أصابعه لتكشف عن ولاعة جاي في يده.

## هيتشكوك وطاقمه
يظهر ألفريد هيتشكوك في الفيلم بعد 11 دقيقة من بدايته، وهو يحمل آلة كونترباص (كمان جهير) أثناء صعودة على متن قطار. قال هيتشكوك إن إختيار الممثلين بالشكل الصحيح وفّر له من وقت سرد القصة، لأن المشاهد سيرى صفات الممثل التي لا حاجة لتوضيحها. قال هيتشكوك إنه أراد في الأصل أن يقوم ويليام هولدن بدور جاي هينز، لكن هولدن رفض، وكتب الناقد روجر إيبرت: «كان من الممكن أن يكون هولدن مخطئًا جدًا، ولكن بصلابته وقوته يكون جرانجر وهو الأكثر ليونة وأكثر مراوغة، أكثر إقناعًا للمشاهد وهو يحاول الهروب من شِباك برونو». أرادت شركة وارنر بروز إختيار نجومها الملتزمين بعقود عمل مع الشركة إذا أمكن ذلك، وكان إسناد دور البطولة للممثلة روث رومان، سببًا لإعتراضات هيتشكوك، حيث وجدها «مزعجة» و«تفتقر إلى الجاذبية الجنسية» وقال إنها «فرضت عليه»، وأصبحت رومان هدفًا لإزدراء هيتشكوك طوال فترة التصوير. وصف جرانجر الأمر دبلوماسياً بأنه «عدم إهتمام» هيتشكوك بالممثلة، وقال جرانجر أيضا: «كان يجب أن يكون لدى هيتشكوك شخصًا واحدًا في كل فيلم يمكنه مضايقته».
أشارت كيسي روجرز (في دور ميريام) إلى أنها كانت تتمتع بحدة بصر مثالية في وقت تصوير الفيلم، لكن هيتشكوك أصر على إرتداء النظارات السميكة المطلوبة للشخصية، حتى في اللقطات البعيدة عندما تكون العدسات الزجاجية العادية غير قابلة للإكتشاف، ونتيجة لهذا كانت كيسي تتحرك مثل العمياء وهو ترتدي النظارات وتحتاج إلى أن يوجهها الممثلين الآخرين، وفي أحد المشاهد، يمكن للمشاهد رؤيتها وهي تسحب يدها على طاولة بينما تمشي، لتتمكن من تتبع مكان وجودها.[بحاجة لمصدر]

## الإنتاج
حصل هيتشكوك على حقوق رواية باتريشيا هايسميث مقابل 7500 دولار فقط، حيث أنها كانت روايتها الأولى، وكالعادة، أبقى هيتشكوك اسمه خارج المفاوضات لإبقاء سعر الشراء منخفضًا، ولاحقًا إنزعجت هايسميث جدًا عندما إكتشفت من إشترى الحقوق بمثل هذا المبلغ الصغير، إنه أحد أكبر مخرجي السينما.
رحل هيتشكوك وفريقه وطاقمه إلى الساحل الشرقي في 17 أكتوبر 1950، ولمدة ستة أيام، استمر التصوير على محطة سكة حديد بنسلفانيا في مدينة نيويورك، وفي محطة سكة حديد دانبري في مدينة كونيتيكت (التي تم ذكرها في الفيلم على إنها ميتكالف مسقط رأس جاي) وفي مناطق حول واشنطن العاصمة.
تميز فيلم "غرباء على القطار" بشيء من المتغيرات بالنسبة لهيتشكوك، بعد عدة سنوات من الحماس المنخفض لإنتاجه في أواخر الأربعينيات، حيث قام هيتشكوك بالتشدد في طلباته، وصمم بنفسه ربطة عنق تحمل صور سرطان البحر لبرونو، والتي أظهرت في لقطة مقرّبة، وجود مخالب سرطان البحر الخانقة على ربطة العنق، وإختار بنفسه قشر برتقال ولفافة علكة وأوراق مبللة وقليلًا من الورق المجعد الذي تم إستخدامه في تصوير بالوعة المجاري في مكان الحادث حيث يسقط من برونو عن غير قصد ولاعة جاي في بالوعة. كما أظهر اهتمامًا شديدًا بتفاصيل نادرًا ما يتم النظر إليها في تحديد الشخصية. قال هيتشكوك: "التفضيلات في الطعام هي ما يميز الناس، لقد أعطيت ذلك دائمًا دراسة متأنية، حتى لا تأكل شخصياتي أبدًا خارج نطاق الشخصية. ستجد برونو يأمر بحماسة وبإهتمام بما سيأكله (شرائح لحم الضأن والبطاطس المقلية وآيس كريم الشوكولاتة)، وذلك إختيار جيد جدا لطعام القطار، وربما كان آيس كريم الشوكولاتة هو ما فكر فيه أولاً. إن برونو طفل بالأحرى. إنه أيضًا يبحث عن المتعة. من ناحية أخرى، يظهر جاي القليل من الإهتمام بتناول الغداء، ويبدو أنه لم يفكر فيه مسبقًا، على عكس برونو، ولذلك يأمر فقط بما يبدو إنه إختياره المعتاد، همبرجر وقهوة.
كان الملحن الروسي ديميتري تيومكين ليس إختيار هيتشكوك وإن كان هو من قدم عام 1943 موسيقى فيلم هيتشكوك «ظلال من الشك»، كما أن العلاقة بينهما لم تتطور للأفضل، كما أعلن تيومكين إن أفلام هيتشكوك ليست هي أفلامه المفضلة.

## استقبال الفيلم
كانت الآراء متباينة حول الفيلم. أشادت مجلة «فارايتي» بالفيلم حيث كتبت: "من ناحية الأداء، جرانجر ممتاز في دور الشاب الذي يتعرض للمضايقة والتورط ببراءة في القتل. دور رومان كفتاة لطيفة ومتفهمة هو دور جديد بالنسبة لها، ويجعلها فعالة للغاية. دور ووكر له ألوان رائعة، وهو يعرضه ببراعة"، وعلى العكس من ذلك، إنتقد بوسلي كراوثر من صحيفة نيويورك تايمز الفيلم حيث كتب: " مرة أخرى يروي السيد هيتشكوك قصة قتل مجنونة ويحاول إقناعنا بأن قصته ستقف بدون دعم ... ربما سيكون هناك من الجمهور من سيشعر بالرعب أيضًا من تحذيرات وتهديدات شرير الفيلم، وحيل السيد هيتشكوك الميلودرامية الأنيقة. ... ولكن، على الرغم من كل ذلك، فإن فرضيته الأساسية عن الخوف الذي يحدث فقط بالتهديد، ضعيفة جدًا وغير مقنعة تمامًا لدرجة أن القصة لا تستقيم". كتبت الناقدة البريطانية ليزلي هاليويل: «هيتشكوك كان في أفضل حالاته والفيلم يقدم تسلية تشويق فائقة، وإن كانت القصة غير مرضية». كتب الناقد العالمي روجر ايبرت: «فيلم إثارة من الدرجة الأولى وهو من أفضل خمس أفلام لهيتشكوك». حصل الفيلم على تقدير 98% في موقع الطماطم الفاسدة.
حصل الفيلم على 1788000 دولار محليًا و 1441000 دولار عالميًا.

## وحي من الفيلم
أوحى فيلم «غرباء على القطار» للممثل والمخرج الأمريكي «داني دفيتو»، ليخرج ويمثل فيلمه «إقذف أمي من القطار Throw Momma from the Train»، حيث نشاهد دفيتو في دار العرض يشاهد فيلم هيتشكوك «غرباء في قطار»، وتتجمد حركته في تناول «الفشار» عند جملة بطل الفيلم «تبادل القتل».. أو «تقاطع القتل»، وينفذ خطته مع إستاذه في فصل تعليم كتابة الروايات، وبدون وعي الأستاذ، يقتل زوجة الأستاذ، وينتظر منه قتل أمه الكريهة.
تظهر نفس فكرة تبادل القتل في الفيلم المصري «مهمة صعبة جدًا» عام 1987، للمخرج حسين عمارة، حيث يتفق أحمد (فاروق الفيشاوي) وهو مخمور مع وحيد (صلاح السعدني) على أن يقتل له زوج أمه، مقابل أن يقتل أحمد سلوى زوجة وحيد لكي يستحوذ على بوليصة تأمين تخصها.

## وصلات خارجية
- غرباء على القطار (فيلم)
- غرباء على القطار (فيلم)
- غرباء على القطار (فيلم)
- غرباء على القطار (فيلم)